# Фрегаты типа «Линдер»
«Линдер» (англ. Leander class frigate, Type 12(I)) — тип фрегатов королевского военно-морского флота Великобритании. Самый многочисленный тип британских крупных боевых кораблей послевоенного времени и одновременно — один из наиболее удачных, по мнению специалистов, типов британских фрегатов.

## История разработки
Начиная с кораблестроительной программы 1951 года для королевского флота строились специализированные фрегаты противолодочной обороны. Отношения Великобритании с США были очень напряженными после Суэцкого кризиса, также намечалось охлаждение отношений с ЮАР после заявления премьер-министра о негативном отношении к политике апартеида. В этой ситуации произошло изменение взглядов на вооруженные силы. Великобритания поняла, что она не всегда может рассчитывать на прикрытие авиацией со стороны флота США и ей нужно быть готовой самостоятельно вести боевые действия. В связи с этим изменилась концепция применения фрегатов королевского флота. Помимо чисто противолодочных задач корабельных групп, он должен был быть способен действовать в качестве сторожевого корабля как самостоятельная боевая единица и даже становиться ядром легких сил эскорта, как во времена Второй мировой войны. Поэтому после постройки серии специализированных противолодочных фрегатов Type 14, были построены фрегаты типа «Трайбл» (Type 81). Их отличало наличие в составе вооружения вертолета и радара дальнего воздушного обнаружения.
Дальнейшее развитие этой концепции привело к появлению фрегатов типа «Линдер». При разработке новых фрегатов было решено совместить возможность применения вертолета и мощного радара воздушного обнаружения, как на «Трайблах», с вооружением и мореходными качествами фрегатов типа «Уитби» и «Ротсей». На «Трайблах» использовалась комбинированная парогазотурбинная установка (COSAG). В качестве силовой установки крейсерского хода использовалась паровая турбина, а в качестве установки полного хода — газовая турбина. Газотурбинная установка имела серьёзные преимущества — экономился вес и пространство за счет устранения котлов и резко сокращалось время выхода из холодного состояния на режим полного хода с нескольких часов до минут. Применение паровой турбины было обусловлено тем, что надежность газотурбинной установки была под вопросом. Но применение такой комбинированной установки привело к необходимости наличия двух систем дымоходов, что значительно сокращало надпалубное пространство.
В корпус «Трайбла» или «Уитби» не получалось вписать комбинированную парогазотурбинную силовую установку требуемой производительности. Королевский флот экспериментировал с газотурбинной установкой крейсерского хода, но работы по ней еще не были завершены, а решение нужно было принимать быстро. Поэтому в качестве силовой установки на новых фрегатах была использована проверенная паротурбинная установка Y-100 с высокой степенью автоматизации, применявшаяся на фрегатах типов «Уитби» и «Ротсей».

## История строительства
Средняя стоимость постройки одного фрегата типа «Линдер» составила 27,5 млн долларов.